# Maerzfeld
Maerzfeld est un groupe allemand de Neue Deutsche Härte, originaire de Forchheim.

## Histoire
Après la création du groupe en 2004, il est décidé en 2005, lors des répétitions du groupe, en raison de la similitude entre la voix de Reißenweber et celle du leader de Rammstein, Till Lindemann, de se produire sous le nom de Stahlzeit en tant que groupe hommage à Rammstein plutôt que de composer leur propre musique,. La composition des deux groupes est identique, à l'exception du poste de batteur. En 2015, le claviériste Thilo Weber quitte Maerzfeld, mais reste actif au sein de Stahlzeit jusqu'à son décès le 30 septembre 2017.
En 2009, les membres décident de mener leur groupe d'origine Maerzfeld parallèlement à Stahlzeit. Au début de l'année 2011, leur premier maxi-single Exil, composé de trois chansons, sort en autoproduction. Suivent les premières représentations lors de la 'Night of the Jumps à Berlin et Hambourg et, le 17 novembre, leur premier album, également auto-produit, intitulé Tief.
Début 2012, le groupe est signé chez Südpolrecords ; une réédition de leur premier album avec un artwork retravaillé et une tournée dans le sud de l'Allemagne suivent. En septembre, le single Die Hübschlerin, pour lequel un clip est également produit, est mis sur le marché sous forme de téléchargement. En 2012 et 2013, le groupe se produit en première partie de Stahlmann, Eisbrecher et In Extremo, entre autres. Après un changement de line-up, au cours duquel le guitariste Roland Hagen, le bassiste Samir Elflein et le batteur Thomas Buchberger-Voigt quittent le groupe (Buchberger-Voigt ne quitte que Maerzfeld) et sont remplacés par Mike Sitzmann, Bora Öksüz et Michael Frischbier, l'enregistrement de l'album Fremdkörper débute et sort en janvier 2014. Un clip est publié pour le morceau titre de l'album, Fremdkörper.
Le 17 avril 2020, le groupe sort une version réenregistrée de la chanson Virus (Der Gast) de son premier album en prévision de la pandémie de Covid-19. Le 30 août 2020, le groupe annonce sur Facebook que Matthias Sitzmann allait quitter le groupe pour des raisons familiales. Son poste sera désormais occupé par Jochen Windisch.

## Origine du nom
Le nom du groupe est dérivé du champ de mars, qui servait de lieu de rassemblement des armées sous les Mérovingiens. Le nom symboliserait également un champ qui doit être travaillé et entretenu chaque année en mars ; le groupe le considère comme une métaphore de la vie, dans laquelle on ne peut atteindre ses objectifs que par l'effort et le travail,. L'ambiguïté du nom en référence au champ de mars sous les nazis est délibérément choisie pour protester contre l'association généralement immédiate de l'histoire allemande avec le troisième Reich.

## Style musical
Sur leur premier album Tief, le groupe s'inspirait encore fortement de Rammstein sur le plan musical ; sur leur deuxième album Fremdkörper, les influences de Rammstein sont toujours présentes, mais moins proéminentes. Sur le troisième album Ungleich, le groupe s'éloigne encore plus des éléments typiques de la Neue Deutsche Härte et utilise davantage d'éléments issus de l'électro-industriel,. Les textes, tous écrits par le chanteur Helfried, sont souvent inspirés d'expériences personnelles, de l'actualité mondiale et d'histoires que lui racontent les clients lorsqu'il travaille comme barman et contiennent souvent des critiques de la société. 

## Discographie

### Albums studio
- 2011 : Tief (Red Point Music / Südpolrecords)
- 2014 : Fremdkörper (Südpolrecords)
- 2017 : Ungleich (Südpolrecords)
- 2019 : Zorn (Südpolrecords)
- 2023 : Alles Anders (Metalville)

### EP
- 2020 : Anblaggd EP (acoustique)

### Singles
- 2011 : Exil
- 2012 : Die Hübschlerin
- 2013 : Fremdkörper
- 2015 : Es bricht
- 2017 : Meine Lügen kannst du glauben
- 2019 : Schwarzer Schnee
- 2019 : Zorn
- 2019 : Die Sünde lebt
- 2020 : Virus MMXX
- 2020 : Reich (acoustique)
- 2022 : 100 auf 0
- 2022 : Lange nicht
- 2023 : Wach auf
- 2023 : Plötzlich tut es weh

### Autres
- 2011 : Nemesea feat. Maerzfeld – Allein (Album: The Quiet Resistance)

### Clips
- 2012 : Hübschlerin
- 2013 : Fremdkörper
- 2017 : Meine Lügen kannst du glauben
- 2019 : Schwarzer Schnee
- 2019 : Zorn
- 2020 : Virus MMXX
- 2022 : 100 auf 0
- 2022 : Lange nicht
- 2023 : Wach auf
- 2023 : Plötzlich tut es weh